# اخترشناسی یونان باستان

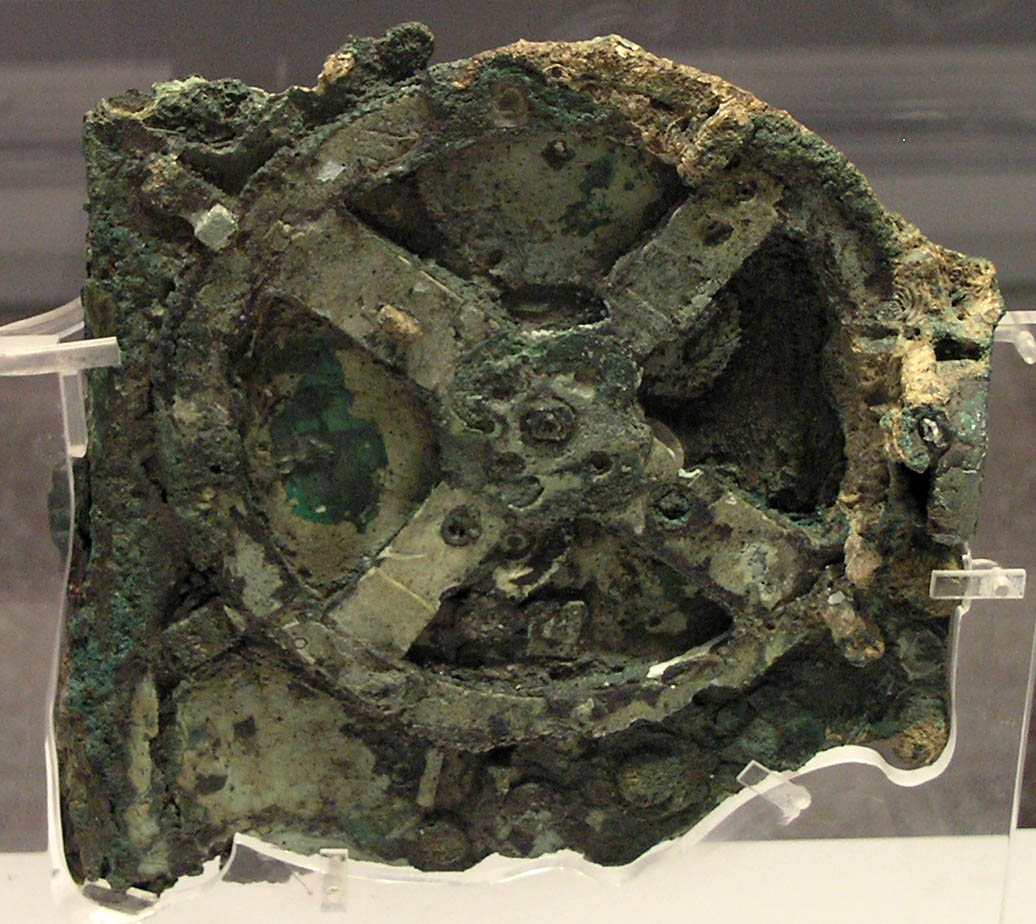
سازوکار آنتیکیترا یک رایانه قیاسی متعلق به ۱۵۰–۱۰۰ پیش از میلاد بود که برای محاسبه موقعیت اجرام اخترشناختی طراحی شده بود.

اخترشناسی یونان باستان اخترشناسی نوشته‌شده به زبان یونانی در اروپای دوران قدیم است. اخترشناسی یونانی مسلماً شامل دوره‌های یونان باستان، عصر هلنیستی، یونانی رومی و دوران باستان متأخر می‌شود. اخترشناسی یونانی محدود به جغرافیای یونان یا مردم یونانی‌تبار نمی‌شود؛ چون که زبان یونانی پس از فتوحات اسکندر بزرگ به زبان دانش در سراسر جهان هلنیستی بدل شده بود. بیشتر برجسته‌ترین صورت‌های فلکی که امروزه شناخته شده‌اند، از اخترشناسی یونانی گرفته شده‌اند؛ البته با اصطلاحاتی که در لاتین به خود گرفتند.

## کتابشناسی
- Thurston, Hugh (2012). Early Astronomy. Springer. ISBN 978-1-4612-4322-9.